# Kiran Krishnakumar
Kiran Krishnakumar (arab. ‏كيران كريشناكومار‎, ur. 26 września 2002) – amerykański aktor filmowy.

## Filmografia

### Filmy
| Rok  | Tytuł                    | Rola             | Źr.   |
| ---- | ------------------------ | ---------------- | ----- |
| 2013 | Happy New Year           | Uczeń            | [ 3 ] |
| 2016 | Adulf Life Skills        | Dziecko w klubie | [ 4 ] |
| 2016 | Rink                     | Alfie            | [ 3 ] |
| 2019 | The Problem with Kaldeep | Kaldeep          | [ 3 ] |

### Seriale
| Rok  | Tytuł            | Rola   | Źr.         |
| ---- | ---------------- | ------ | ----------- |
| 2017 | Jamie Johnson    | Michel | [ 5 ] [ 6 ] |
| 2023 | Wszystko, teraz! | Jonah  | [ 5 ] [ 6 ] |